# سفارت الجزایر در لندن
سفارت الجزایر در لندن (به انگلیسی: Embassy of Algeria) یک منطقهٔ مسکونی و نمایندگی سیاسی این کشور در بریتانیا است که در لندن واقع شده‌است.